# Кукавица Лакрдијаш
Кукавица лакрдијаш (лат. Scythrops novaehollandiae) је врста птица која живи у Аустралији. Представник је монотипичног рода кукавица лакрдијаша (лат. Scytrops) чији је кљун сличнији кљуну тукана него кљуну кукавице.

## Станиште
Кукавица лакрдијаш не живи само у Аустралији већ и у Новој Гвинеј. Може се срести и у Новом Јужном Велсу где је селица. Може се видети обично ујутро и увече у мањим дружинама од седам до осам њих, а чешће у паровима.

## Изглед
Кукавица лакрдијаш на глави и врату је пепељасто сива, на горњем делу тела, а на крилима  и репу сивкастосмеђа. Перје прилично богато, а бојом донекле слично перју наше кукавице. На доњој страни тела птица је светлопепељастосива, а на трбуху сивкастобела. Очи су смеђе, кљун жућкастобеле боје, а ноге маслинастосмеђе. Женка се од мужјака разликује само по томе што је нешто мања. Кукавица лакрдијаш нарасте у дужину шездесет пет центиметара. Крила јој мере тридесет четири, а реп двадесетшест центиметара. Ноге су снажне, прсти јаки, али не особито дугачки.

## Гнежђење
Утврђено је да своја јаја полаже у гнездо других птица.

## Исхрана
Храни се скакавцима великим кукцима, али и плодовима и семењем.